# Dick Tracy (pel·lícula)
Dick Tracy és un film americà dirigida per Warren Beatty per Touchstone Pictures, estrenada l'any 1990. Ha estat doblada al català.

## Argument
Adaptació del còmic Dick Tracy, que aquesta vegada és acusat d'un homicidi organitzat per Big Boy Caprice ajudat d'un misteriós home sense rostre, però gràcies a l'ajuda del Kid i de la policia li queda una última oportunitat de posar Big Boy i la seva banda de malfactors darrere dels barrots.

## Repartiment
- Warren Beatty: Dick Tracy
- Al Pacino: Big Boy Caprice
- Madonna: Breathless
- Dustin Hoffman Mumbles
- William Forsythe: Flattop
- Dick Van Dyke: D.A. Fletcher
- Seymour Cassel: Sam Catchem
- Mandy Patinkin: 88 Keys
- James Caan: Spaldoni
- Paul Sorvino Lips Manlis
- Kathy Bates: Mme Green
- Colm Meaney: Policia
- Estelle Parsons: la mare de Tess
- Michael Donovan O'Donnell: McGillicuddy
- Jim Wilkey: Stooge
- Stig Eldred: Shoulders
- Neil Summers: The Rodent
- Chuck Hicks: The Brow

## Banda original

### Danny Elfman
- La banda original del film ha estat composta per Danny Elfman el 1990, amb el títol Dick Tracy - Original Score.

### Diversos artistes
- Aquest àlbum, amb el nom Dick Tracy, agafa dues peces de Jerry Lee Lewis, Darlene Love i Ice-T, així com altres artistes.

### Madonna
- Aquest àlbum de Madonna, amb el nom I'm Breathless - Music from and inspired by the Motion Picture, recull les cinc peces, Sooner or Later, More, What Can You Lose, Back in Business i Now I'm Following You, així com altres títols inspirats en el film.

## Premis
- El film ha guanyat diversos oscars l'any 1990 :[3]
  - Oscar al millor maquillatge per John Caglione Jr i Doug Drexler
  - Oscar a la millor direcció artística per Richard Sylbert i Rick Simpson pels decorats
  - Oscar a la millor cançó original per Sooner or Later [I Always Get My Man] de Stephen Sondheim

## Al voltant de la pel·lícula
- Els decorats del film han estar creats a l'estudi Warner Bros. a Burbank a Califòrnia.[3]

- Alguns personatges necessitaven més de quatre hores de maquillatge.[3]<

- Es tracta del primer llargmetratge equipat d'una banda de so digital, pel qual Kodak va desenvolupar el Eastman Digital Sound Recording Film 2374, una nova pel·lícula que permetia acomodar-se al nou disseny de la pista òptica.

- Un espectacle va ser creat i presentat als parcs Disney, Dick Tracy starring Diamond Doble-Cross, presentat:[3]
  - als Disney's Hollywood Productions del 21 de maig de 1990 al 16 de febrer de 1991
  - a la sala Videopolis de Disneyland del 15 de juny al 31 de desembre de 1990

- Un espai de venda va ser creada a la zona de comerços i d'oci Pleasure Island a Walt Disney World Resort a Florida durant una part de l'any 1990.[3]

- El film va sortir als Estats Units durant l'estiu 1991 amb altres títols de l'estudi con What about Bob? i The Rocketeer però només la sortida del llargmetratge d'animació 101 dàlmates (1961) ha estat un èxit financer pel trimestre.